# Vigh Károly (történész)
Vigh Károly (névvariáns: Vígh Károly; Losonc, 1918. június 28. − Budapest, 2013. november 3.) történész, a történettudományok doktora.

## Életútja, munkássága
Nyomdászcsaládból származott, elemi iskolai tanulmányait és a nyolcosztályos gimnáziumot szülővárosában végezte, 1936-ban érettségizett. Érettségi után a pozsonyi Komensky Egyetem történelem-magyar szakán folytatott felsőfokú tanulmányokat 1936-38 között, majd 1939–41 között már a budapesti egyetem hallgatója, bölcsészdoktori disszertációját is ugyanitt védte meg 1945-ben. Egyetemi tanulmányainak befejezése után Szekfű Gyula javaslatára került a Teleki Pál Intézetbe, ahol a szlovák részleg élére került, s foglalkozott fő kutatási területével, Szlovákia, a szlovákok történetével és a szlovák–magyar kapcsolatokkal, a felvidéki magyarok helyzetével különös tekintettel a hontalanság éveire, az 1945–1948 közti időszakra. A magyar történészek közül elsőként kutatta a második világháború hatásait a magyar–szlovák kapcsolatokra.
A második világháború után fővárosi könyvtárakban, levéltárakban, múzeumokban dolgozott és végezte történeti kutatásait, 1967–1985 között a Magyar Nemzeti Múzeumban volt főmunkatárs.
Jelentősek Bajcsy-Zsilinszky Endréről szóló tanulmányai, Tildy Zoltánról írt életrajza. Idős korában is aktívan munkálkodott a közvetlen határainkon túl élő magyar kisebbségért, s a velünk szomszédos országokkal való vitás történelmi kérdések tisztázásáért az Ellenzéki Kerekasztal ülésein, 1989. április 19. – november 21. között, a Rákóczi Szövetségben és a Bajcsy-Zsilinszky Baráti Társaságban (BZSBT), amely utóbbi társaságnak 1989 decemberétől örökös tiszteletbeli elnöke volt. 1986-tól volt a Bajcsy-Zsilinszky Endre Társaság elnöke, 1991-től 2011-ig a Rákóczi Szövetség alelnöke. A Rákóczi Szövetség saját halottjának tekintette, 2013. november 22-én helyezték örök nyugalomra a budapesti Farkasréti temetőben.
Könyvhagyatéka a Fórum Kisebbségkutató Intézet könyvtárába, míg magánirathagyatéka a Rendszerváltás Történetét Kutató Intézet és Levéltárba került.

## Kitüntetése
- A Magyar Érdemrend parancsnoki keresztje (1993)

## Művei (válogatás)
- Kortársak Bajcsy-Zsilinszky Endréről. (szerkesztő), Nemzet és emlékezet sorozat, Magvető Könyvkiadó, Budapest, 1984 (2., bővített kiadás; 1. kiadás: 1969), 492 p. ISBN 963-14-0331-9
- Bajcsy-Zsilinszky Endre külpolitikai nézeteinek alakulása. Budapest : Akadémiai Kiadó, 1979. 171 p.
- Bajcsy-Zsilinszky Endre: 1886-1944 / A küldetéses ember. Budapest : Szépirodalmi Könyvkiadó, 1992. 276 p. ISBN 963-15-4397-8
- A szlovákiai magyarság sorsa. Budapest : Bereményi Könyvkiadó, [1992] IV, 181 p. ill.
- Tildy Zoltán életútja. 1991
- A Tudományos Ismeretterjesztő Társulat története, 1841-2001. (Előszó Vizi E. Szilveszter). Budapest : Tudományos Ismeretterjesztő Társulat, 2001. 151 p. ill.[8]
- Ugrás a sötétbe (Nemzet és emlékezet sorozat), Magvető Könyvkiadó, Budapest, 1984 ISBN 9631401995
- Vörös Pest vármegye, Pest Megyei Levéltár, Budapest, 1970
- T. G. Masaryk és a magyarok, Irodalmi Szemle Online, 2008. április 3.
- Fejezetek Losonc történetéből (szerkesztő), Mercurius Könyvek, Kalligram Könyvkiadó, Pozsony & Pesti Kalligram Kft., Budapest, 2000 ISBN 9788071493136
- A szlovákiai magyarság sorsa 1938-tól napjainkig, Népfőiskolai Füzetek, Antológia Kiadó és Nyomda Kft., Lakitelek, 1997

## Társasági tagság
- Rákóczi Szövetség (1991-2011 között a szervezet alelnöke)
- Bajcsy-Zsilinszky Baráti Társaság elnöke, halála után örökös elnöke
- Százak Tanácsa tagja, halála után Örökös Tagja[9]